# Lju Dongdong
Lju Dongdong (kitajsko: 劉冬冬; pinjin: Liú Dōngdōng), kitajski general, * oktober 1945, Huangpi, Hubej, Kitajska † 25. februar 2015, Peking, Ljudska republika Kitajska.
Lju Dongdong, general (Šang Džjang), bil je politični komisar Džinanske vojaške regije.
Bil je tudi član 16. in 17. centralnega komiteja Komunistične partije Kitajske.